# Malanówko
Malanówko – wieś w Polsce położona w województwie mazowieckim, w powiecie sierpeckim, w gminie Mochowo. Ma status sołectwa.
Wieś prywatna Królestwa Kongresowego, położona była w 1827 roku w powiecie lipnowskim, obwodzie lipnowskim województwa płockiego. W latach 1975–1998 miejscowość administracyjnie należała do województwa płockiego.